# Master of Public Administration
Le Master of Public Administration (MPA) est une catégorie de master universitaire dans le domaine de l'administration des affaires publiques et des politiques publiques. D'abord apparu aux États-Unis, il s'agit d'un diplôme d'études supérieures de haut niveau qui est principalement délivré dans le système universitaire anglo-saxon. 

## États-Unis
La maîtrise en administration publique (Master of Public Administration ou MPA) est un diplôme universitaire à vocation professionnalisante. Il est l'équivalent de la maîtrise en administration des affaires (Master of Business Administration ou MBA) pour le secteur public.
Le MPA adopte une approche multidisciplinaire en proposant une panoplie de cours permettant de développer des compétences dans la gestion et l'analyse des instances publiques, des organisations internationales, des ONG, des entreprises publiques ou privées.
De manière générale, le cursus du MPA comprend des enseignements en politique publique, management public et leadership, finances publiques, éthique, droit et législation, méthodes quantitatives et qualitatives, économie publique, gestion de projet, marketing et communication publique, système d'information, gestion des ressources humaines, systèmes politiques comparés, etc.
Les écoles de politique publique (public policy school) délivrent également d’autres diplômes à finalité professionnelle. La maîtrise en politiques publiques (Master of Public Policy, abrégé en MPP) met l’accent sur l’analyse et l'évaluation des politiques. En outre, la maîtrise en affaires publiques (Master of Public Affairs, abrégé en MPA ou MPAff) est une formation généraliste en management public et en analyse des politiques.
Au fil du temps, les programmes de Master of Public Administration et de Master of Public Policy ont eu tendance à se chevaucher dans de nombreux domaines. Les cours fondamentaux de tronc commun proposés par ces programmes MPA/MPP sont généralement similaires, dans la mesure où l'analyse des politiques publiques et l'évaluation des programmes tirent parti d'une compréhension de l'administration publique et inversement.
Néanmoins, les programmes de MPA mettent davantage l'accent sur la conception et la mise en œuvre des politiques publiques, tandis que les programmes de MPP accordent plus d'importance à l'analyse, à la recherche et à l'évaluation des politiques publiques.

## Canada
Plusieurs universités canadiennes offrent des programmes de MPA/MPP fondés sur le même modèle qu'aux États-Unis.
Au Québec, le grade de maître en administration publique abrégé MAP est offert par l'École nationale d'administration publique aux étudiants qui ont préféré le profil avec stage plutôt qu'avec mémoire, alors que ceux qui choisissent de faire un mémoire obtiendront le grade Maître ès Science (M. Sc.). MAP est tout simplement la traduction française de MPA.

## Europe
Plusieurs Master of Public Administration existent en Europe, reprenant en grande majorité cette terminologie.
Au Royaume-Uni, des programmes de MPA/MPP sont offerts par des universités de premier plan, telles que la London School of Economics et l'Université d'Oxford.
En Allemagne, la Hertie School offre un Executive Master of Public Administration (MPA) qui s'adresse à des cadres supérieurs ayant plusieurs années d’expériences professionnelles.
En Suisse, le MPA est structuré en tant que diplôme universitaire post-grade (troisième cycle, maîtrise d'études avancées) à vocation professionnalisante. Deux institutions universitaires proposent ce type de titre : l'Institut de hautes études en administration publique (IDHEAP), établissement rattaché à l'Université de Lausanne, et le Kompetenzzentrum für Public Management de l'Université de Berne. Ces diplômes sont reconnus au niveau international et se fondent sur les modèles de MPA développés dans les pays anglo-saxons. Ils bénéficient de l'accréditation de l'European Association for Public Administration Accreditation (EAPAA). Le partenaire suisse du réseau européen EMPA (European Master of Public Administration Consortium) est le Master en Management Public de l'Université de Genève.
En France, avant la réforme LMD et la création du grade et du diplôme national de master, des masters en administration publique ont été créés par certains établissements dans une volonté de délivrer un diplôme d'administration publique d'enseignement supérieur mieux lisible sur le plan international et notamment dans les pays anglophones.